# Сундэл-болон
Сундэл-болон (малайск. Sundel Bolong) — в малайском и яванском фольклоре призрачный дух, который обычно описывается как женщина с красивыми длинными волосами и в длинном белом платье. Имя духа, которое буквально означает «блудница с дырою», и сами легенды об этом существе тесно связаны с проституцией. Своё название дух получил из-за большого отверстия, которое якобы находится у него на спине.
В фольклоре сундэл-болоном становится душа женщины, которая умерла во время беременности (реже родов) и поэтому рожала в могиле, а ребёнок вышел со спины, из-за чего и образовалось отверстие, которое она прячет с помощью длинных чёрных волос. Иногда указывается, что в таких духов превращаются женщины, которые были убиты во время изнасилования.
Является, как рассказывается в легендах, чувствительным и мстительным духом; если мужчина отвергает её, то она якобы преследует его, пока не кастрирует. В легендах часто предстаёт как одинокая красивая девушка, внезапно появляющаяся путникам на безлюдной сельской дороге в ночное время.

## Культурное влияние
Сундэл-болон в качестве действующего персонажа появляется в ряде индонезийских фильмов. Самым известным является культовый фильм ужасов для взрослых «Sundel Bolong» режиссёра Сисворо Гаутамы Путры, снятый им в 1981 году.